# Stadio Walter Beltrametti
Lo stadio comunale Walter Beltrametti è un impianto rugbistico di Piacenza. È dotato di un campo utilizzato per le partite ufficiali e due dedicati agli allenamenti.
L'impianto è intitolato a Walter Beltrametti, ex giocatore del Piacenza e del Parma, scomparso prematuramente nel luglio del 1973.

## Storia
Lo stadio fu costruito per il Piacenza, che precedentemente aveva condiviso con il Piacenza Calcio lo stadio di Barriera Genova. L'impianto fu inaugurato, in una versione dotata di tribune in legno, il 27 novembre 1966 con la sfida contro l'Olimpic Roma. Per l'occasione furono presenti il ministro Giulio Andreotti, l'assessore Franzanti, il vice sindaco Menzani, il presidente della FIR Montano e il tesoriere Valcherotti.
Dal 1972, con l'iscrizione dell'altra squadra cittadina, i Lyons ai campionati senior lo stadio iniziò ad essere condiviso tra le due società.
Il 30 gennaio 1978, in occasione del pareggio 4-4 tra Piacenza e Brescia, venne inaugurata la nuova tribuna coperta, che andò a sostituire la precedente scoperta da circa 700 posti, ormai inadeguata a sostenere l'affluenza del pubblico e che aveva costretto il Piacenza a disputare le prime gare casalinghe del campionato 1977-1978 presso il vicino stadio di calcio della Galleana.
Tra il 1983 e il 1985 lo stadio venne sottoposto a lavori di ristrutturazione e ampliamento che costrinsero il Piacenza a disputare le proprie partite casalinghe al campo Bertocchi.
Nel maggio 2005 ospitò la finale dei play-off di Serie A, vinta 44-8 dal Veneziamestre sulla Capitolina.
Tra il 2007 e il 2009 l'impianto ospitò per due volte il Sei nazioni Under 20: il 12 marzo 2007 l'Italia sconfisse 22-21 i pari età del Galles, mentre il 14 febbraio 2009 gli azzurrini furono sconfitti per 23-29 dall'Irlanda.
Con la creazione nel 2010 dell'Italian Rugby League da parte della FIRL, lo stadio venne occasionalmente utilizzato anche per il rugby a 13, ospitando tra l'altro l'Italian State Origin, sorta di All Star Game del rugby a 13, nel 2011 e la finale scudetto del 2012, vinta dalla squadra piacentina XIII del Ducato contro gli Arieti Este.
In previsione dalla stagione 2019-2020 la tribuna subì dei lavori di ammodernamento venendo dotata nuovi seggiolini.
A partire dalla stagione 2021 ospita anche gli incontri casalinghi della squadra di football americano degli Wolverines Piacenza.

## Incontri internazionali di rilievo

### Rugby a 13
| Piacenza 7 luglio 2012, ore 18:00 UTC+2 Campionato europeo B 2013-14 | Italia | 72 – 10 referto            | Germania | Stadio Walter Beltrametti |
| Rancati 1’ Barani 5’ Marchesi 19’ Fontana 24’, 29’ De Mayer 27’ Peens 39’ Cardella 42’ Prizzon 57’ Alfonsi 62’ Muyodi 67’ Ciaurro 76’ mt 18’ N. Keinhorst 70’ Lortz Peens 1’, 5’, 19’, 24’, 27’, 29’, 39’, 42’, 57’, 62’ Fontana 67’, 76’ tr 70’ McLean |        |                            |          |                           |
| |        |                            |          |                           |
| Rancati 1’ Barani 5’ Marchesi 19’ Fontana 24’, 29’ De Mayer 27’ Peens 39’ Cardella 42’ Prizzon 57’ Alfonsi 62’ Muyodi 67’ Ciaurro 76’ | mt     | 18’ N. Keinhorst 70’ Lortz |          |                           |
| Peens 1’, 5’, 19’, 24’, 27’, 29’, 39’, 42’, 57’, 62’ Fontana 67’, 76’ | tr     | 70’ McLean                 |          |                           |